# Na obrátce
Na obrátce, případně Na Obrátce je ulice v Hloubětíně na Praze 9 (severní část) a Praze 14 (jižní část), která začíná na ulici Poděbradské a má slepé zakončení, respektive končí ve vozovně Hloubětín. Od východu do ní ústí ulice Konzumní a od západu ulice Saarinenova (do roku 2018 nepojmenovaná komunikace), která vede od nově budované čtvrti Suomi Hloubětín. Má přibližný severojižní průběh.

## Historie a názvy
Ulice vznikla a byla pojmenována podle své polohy u tramvajové smyčky (obrátky) Hloubětín (nyní Starý Hloubětín) v roce 1957. Tramvajová trať byla do Hloubětína z Harfy protažena v roce 1931.
V jihozápadní části ulice bývalo autobusové nádraží pro městské autobusy, které zajišťovaly spojení do Horních Počernic.
Na západě jižního úseku je parkoviště, na východní straně jsou dvou a třípatrové bytovky.

## Budovy a instituce
- Vozovna Hloubětín

## Galerie

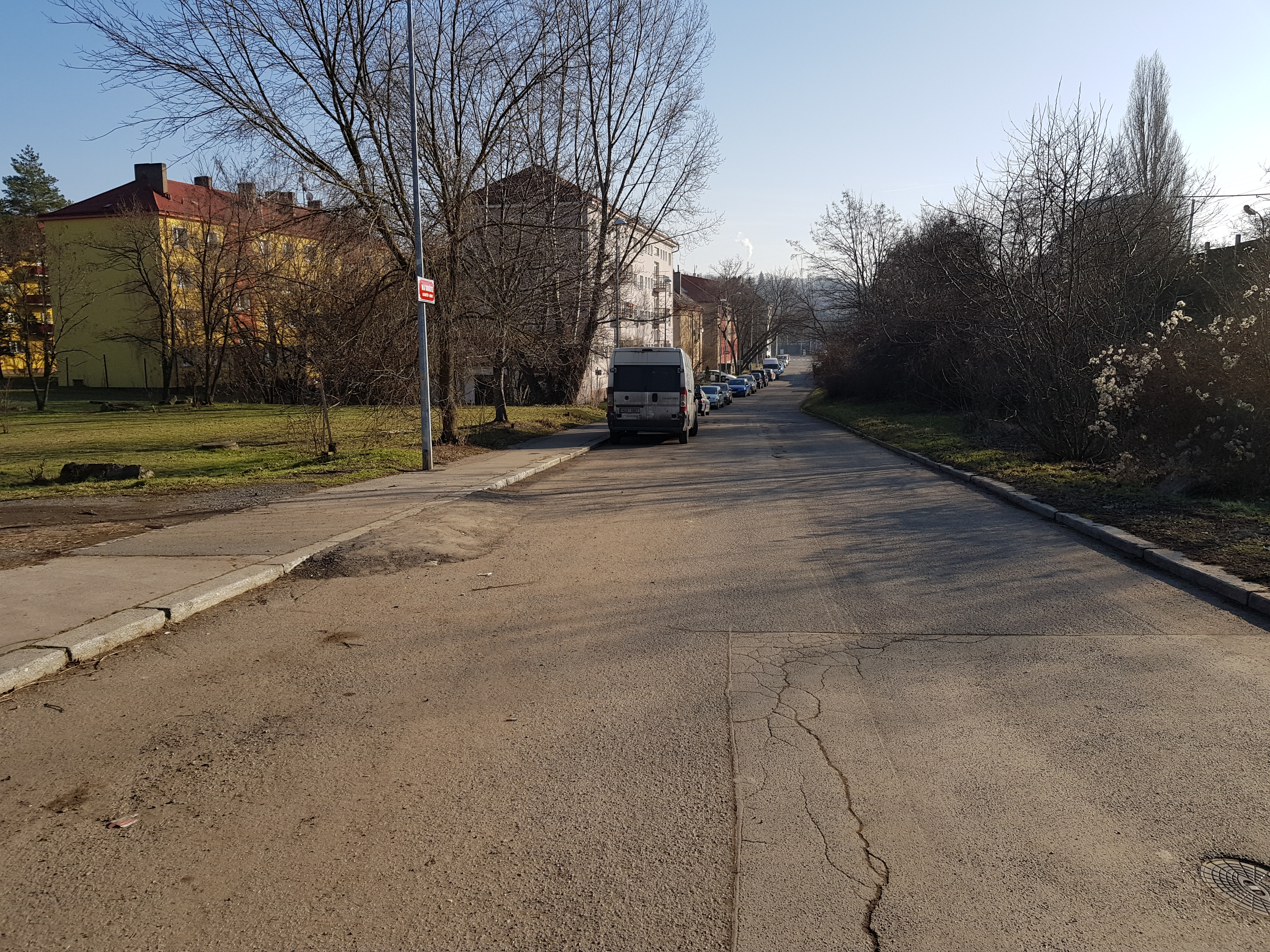
Pohled od Vozovny Hloubětín jižním směrem
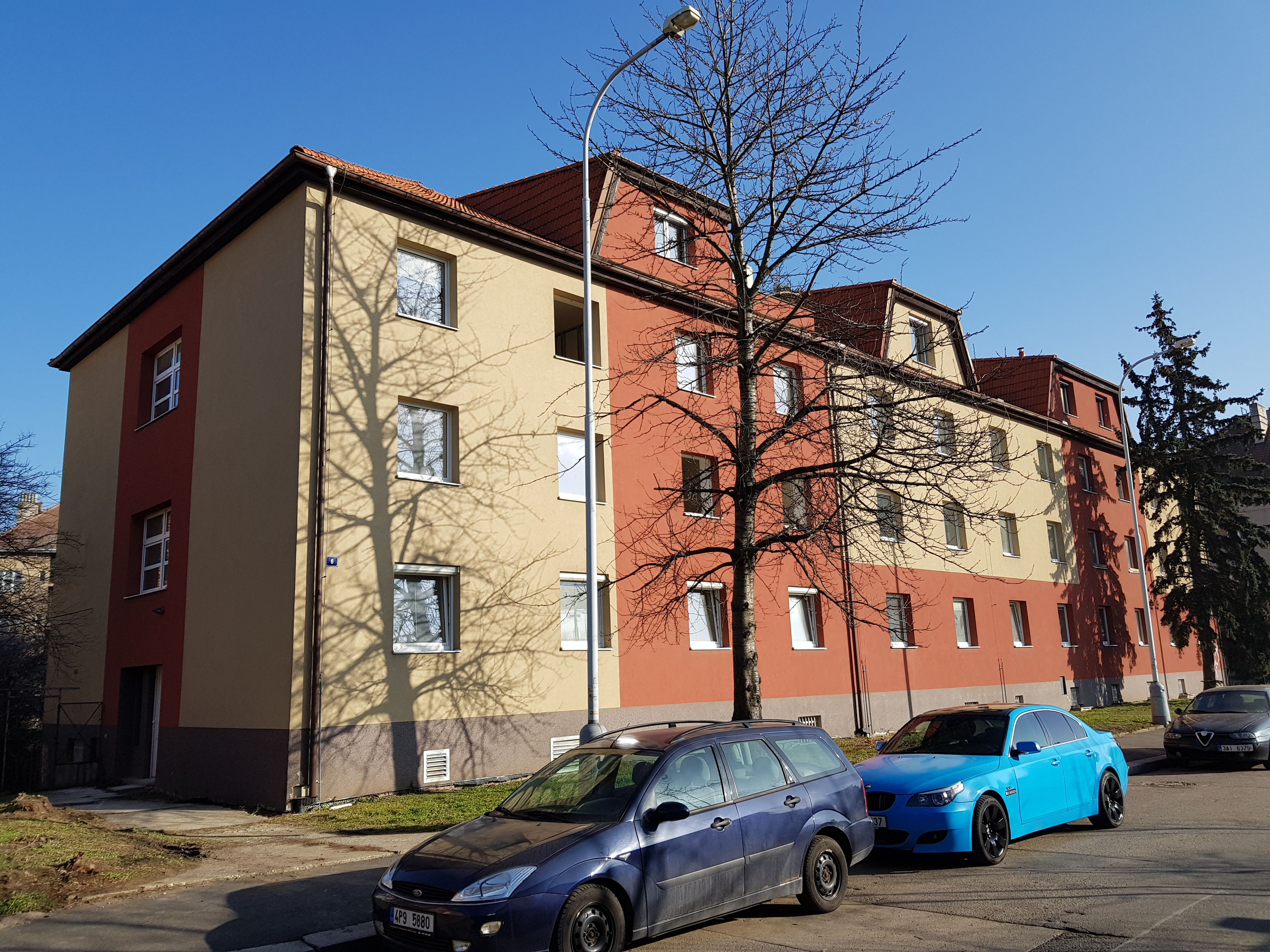
Zděný bytový dům čp. 636/6 a 4 z 2. poloviny 20. století původně s jedním podzemním, třemi obytnými podlažími a půdou. V roce 2003 byly v prostorách půdy vybudovány dva nové byty, zateplen krov a vyměněna střešní krytina.
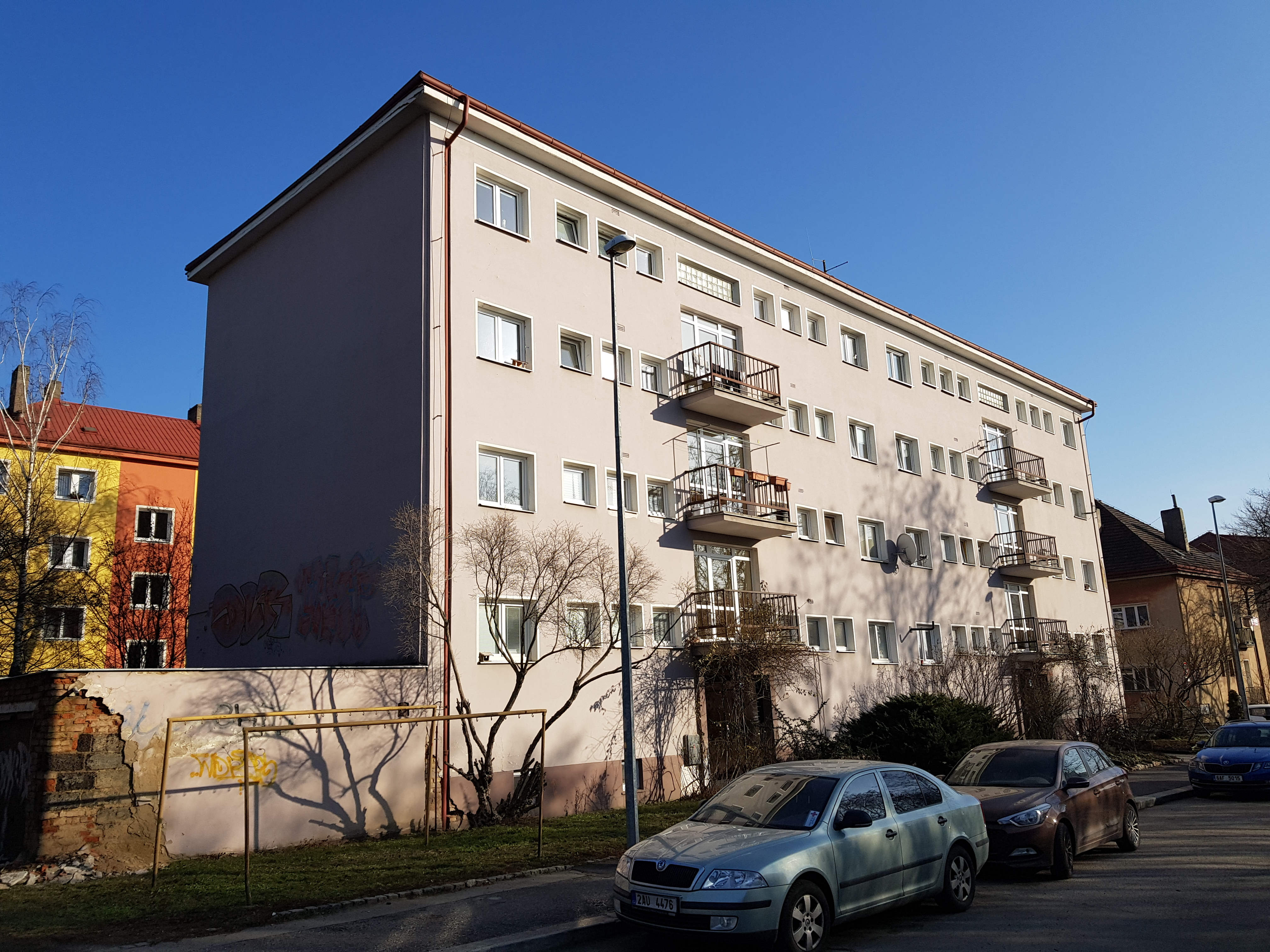
Bytový dům čp. 619/10
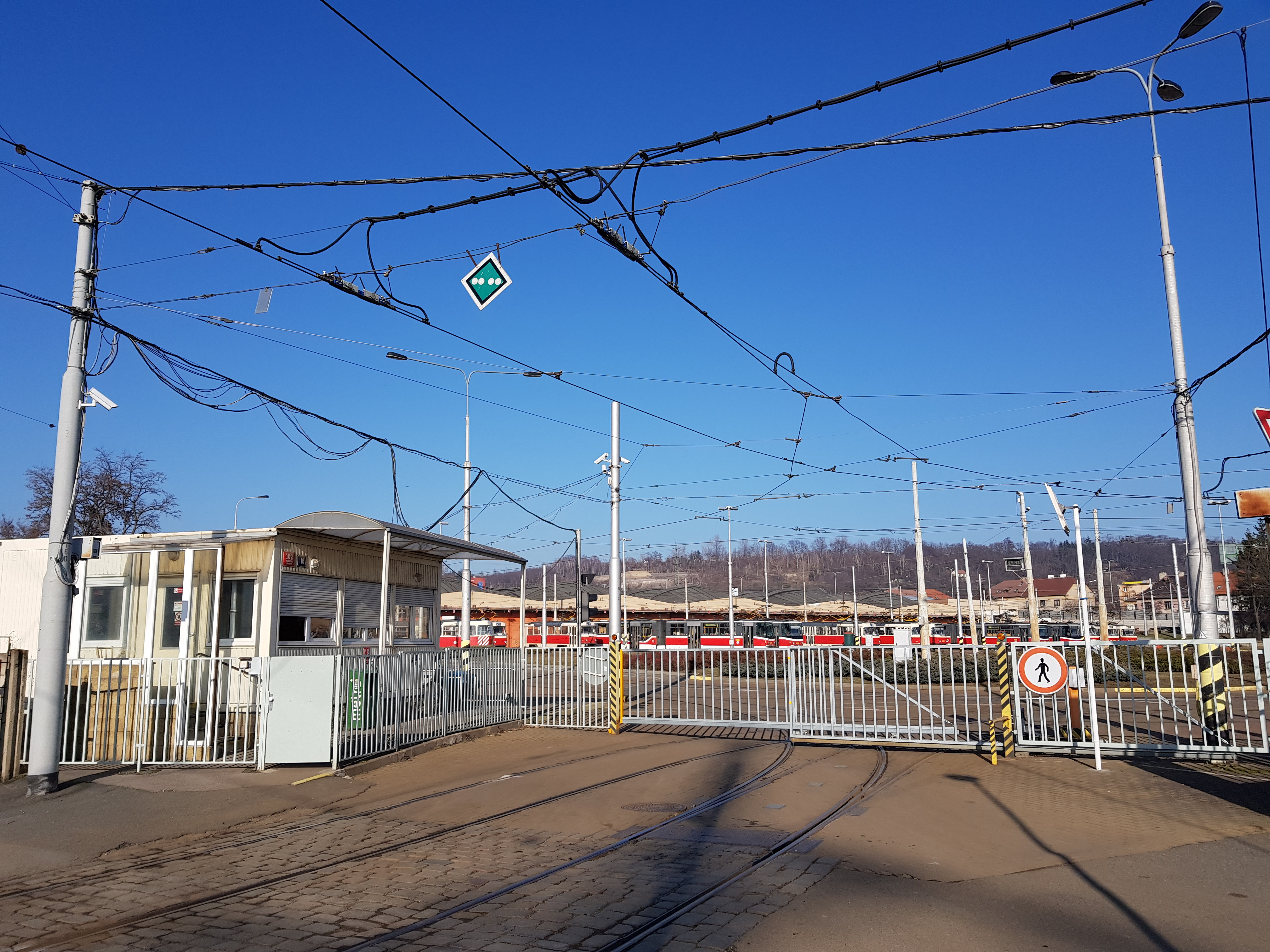
Vjezd do Vozovny Hloubětín, která byla dána do provozu v roce 1951. V roce 2019 byla odstřelena její střešní konstrukce, vozovnu nahradí nová hala.